# Марђиња (Оитуз)
Марђиња (рум. Marginea) насеље је у Румунији у округу Бакау у општини Оитуз. Oпштина се налази на надморској висини од 290 m.

## Становништво
Према подацима из 2002. године у насељу је живело 705 становника, од којих су сви румунске националности.